# Allan Arbus
Pour les articles homonymes, voir Arbus.
Allan Arbus est un photographe et acteur américain, né le 15 février 1918 à New York (États-Unis) et mort le 19 avril 2013 à Los Angeles.

## Biographie
Il a été marié en premières noces à la photographe Diane Arbus (de leur union sont nées la journaliste Doon Arbus et la photographe Amy Arbus) et en secondes noces à l'actrice Mariclare Costello (née en 1936), sa veuve.

## Filmographie
- 1961 : Hey, Let's Twist : The doctor
- 1969 : Putney Swope (en) de Robert Downey Sr. : M.. Bad News
- 1971 : The Christian Licorice Store (en) de James Frawley : Monroe
- 1972 : Cisco Pike de Bill L. Norton: Sim Valensi
- 1972 : Greaser's Palace de Robert Downey Sr. : Jessy
- 1973 : The Young Nurses (en) de Clint Kimbrough (en) : Krebs
- 1973 : Coffy, la panthère noire de Harlem (Coffy) de Jack Hill : Arturo Vitroni
- 1973 : Scream, Pretty Peggy (en) (TV) de Gordon Hessler : Dr Eugene Saks
- 1973 : Permission d'aimer (Cinderella Liberty) de Mark Rydell : Drunken Sailor
- 1974 : Judgement: The Trial of Julius and Ethel Rosenberg (TV)
- 1974 : La Loi et la pagaille (Law and Disorder) d'Ivan Passer : Dr Richter
- 1974 : La Loi (The Law) (TV) : Leonard Caporni
- 1976 : W.C. Fields et moi (W.C. Fields and Me) d'Arthur Hiller : Gregory LaCava
- 1976 : Law and Order (TV) : Arthur Pollack
- 1976 : Stalk the Wild Child (TV) : Gault
- 1977 : Raid sur Entebbe (Raid on Entebbe) (TV) : Eli Melnick
- 1978 : Damien, la malédiction II (Damien: Omen II) de Don Taylor : Pasarian
- 1979 : Americathon (en) de Neal Israel : Moishe Weitzman
- 1979 : Mike et Ernie (Working Stiffs) (série TV) : Mitch Hannigan
- 1979 : Le Cavalier électrique (The Electric Horseman) de Sydney Pollack : Danny Miles
- 1980 : The Last Married Couple in America de Gilbert Cates : Al Squib
- 1981 : Gangster Wars (en) de Richard C. Sarafian : Goodman
- 1981 : Chronique des années 30 (en) (The Gangster Chronicles) (feuilleton TV) : Goodman
- 1984 : Don Camillo de Terence Hill : Christ (voix)
- 1984 : The Four Seasons (série TV) : Boris Elliot
- 1985 : Toujours prêts (Volunteers) de Nicholas Meyer : Albert Bardenaro
- 1986 : Crossroads de Walter Hill : Dr Santis
- 1986 : A Fighting Choice (en) (TV) : Dr Andreas Hellman
- 1987 : From the Hip de Bob Clark : Phil Ames
- 1987 : Daniel and the Towers (en) (TV) : Simon 'Sam' Rodia
- 1989 : The Preppie Murder (en) (TV) : Grandfather
- 1989 : When He's Not a Stranger (en) (TV) : Judge Thomas J. Gray
- 1991 : Too Much Sun de Robert Downey Sr. : Vincent
- 1993 : Josh and S.A.M. de Billy Weber (en) : Businessman on Plane
- 1995 : Lieberman in Love de Christine Lahti : Elderly Man
- 1997 : In Dark Places : Dory